# Argyrostrotis anilis
Argyrostrotis anilis är en fjärilsart som beskrevs av Dru Drury 1797. Argyrostrotis anilis ingår i släktet Argyrostrotis och familjen nattflyn. Inga underarter finns listade i Catalogue of Life.